# Säyyad Dadaşov
Säyyad Dadaşov (azerbajdzjanska: Səyyad Dadaşov), född 28 juni 2004, är en azerisk taekwondoutövare. 

## Karriär
I juni 2023 vid europeiska spelen i Kraków-Małopolska tog Dadaşov silver i 54 kg-klassen efter en finalförlust mot spanske Hugo Arillo.